# 法尼亞唱片
法尼亞唱片 是一家位於紐約的唱片公司，由多明尼加出生的作曲家和樂隊指揮強尼·帕切科和他的美國律師Jerry Masucci於1964年創立。 該唱片公司以一個受音樂家青睞的流行午餐店命名，該店位於哈瓦那，Masucci在卡斯特羅政權前的時期曾在那裡為一家公關公司工作。法尼亞以推廣莎莎音樂而聞名。

## 歷史
因對錄音收入的微薄感到沮喪，Johnny Pacheco於1964年創立了法尼亞，並從他的汽車後備箱向音樂商店銷售唱片。 為了幫助資助業務，他與出生於布魯克林的意大利律師和推廣者Jerry Masucci合併，並於1964年創立了法尼亞唱片，以製作、推廣和市場紐約的拉丁裔音樂。 該唱片公司起初是一個小型企業，但在Johnny Pacheco的第一張正式唱片《Cañonazo》（法尼亞321）成功後，迅速獲得了人氣，這也促進了Pacheco所設想的藝人基礎的擴展。 法尼亞的標誌性明星包括Pete "El Conde" Rodríguez, Hector Casanova, Rey Reyes, 威利.克隆, , Eric Gale, Larry Harlow, Ray Barretto, Ralfi Pagan, Luis "Perico" Ortiz, Bobby Valentín, Rubén Blades, Héctor Lavoe, Cheo Feliciano, Adalberto Santiago, Ismael Miranda等。
1968年，Pacheco創建了一個名為法尼亞全明星的超級組合，將他的薩爾薩音樂家和歌手的精英聚集在一起進行聯合表演和錄音。 他們在位於紐約格林威治村的紅襪俱樂部首次亮相，但1971年在曼哈頓中城的Cheetah俱樂部的表演成為傳奇。 Pacheco擔任音樂總監並在舞台上指導樂隊。法尼亞全明星在一年後發行的紀錄片《我們的拉丁事》中被拍攝。
1970年，Masucci和Pacheco推出了法尼亞的子標籤Vaya Records。在Vaya標籤的最初幾年，Masucci和Pacheco簽下了二重唱Ricardo "Richie" Ray和Bobby Cruz，以及Celia Cruz、Mongo Santamaria和Cheo Feliciano。 隨後一年，Vaya收購了Cotique Records。
1973年，法尼亞全明星在洋基體育場表演，吸引了45,000名觀眾。Pacheco指揮樂隊，激動的觀眾為每位法尼亞全明星成員歡呼。
截至2007年，剩下的只有“Larry Harlow和法尼亞的拉丁傳奇”。2003年，1975年法尼亞發行的《在洋基體育場現場》被納入美國國家錄音登記處的第二批50個錄音中。 Masucci在1967年左右收購了Pacheco在公司的股份，成為法尼亞唱片及其在南美收購和創建的眾多其他標籤和子標籤的唯一所有者。 Masucci於1997年去世，接下來的八年裡，法尼亞及其所有資產在遺產法庭中被凍結，各方為其所有權展開爭奪。
2005年9月，法尼亞的資產被出售給V2唱片和位於邁阿密的Emusica唱片公司，並在2006年初，新所有者開始重新發行法尼亞的舊目錄中的材料（其中一些從未在CD上出現過），並增強了音質和附註。 為了創造額外內容，Emusica的子公司Código Records允許DJ和製作人對原始材料進行混音。
截至2018年7月27日，法尼亞由Concord擁有，該公司從Codigo Entertainment收購了該唱片公司。法尼亞的目錄包括19,000個母帶錄音和8,000首作品。

## 藝術家名單
- Rubén Blades
- Alfredo De La Fé
- Willie Colón
- Ángel Canales
- Edwin Tito Asencio
- Jimmy Bosch
- Pupi Legarreta
- Papo Lucca
- Nicky Marrero
- Ismael Miranda
- Adalberto Santiago
- Andy Montañez
- Roberto Roena
- Bobby Valentín
- Bobby Cruz
- Richie Ray
- Luigi Texidor
- Hector "Bomberito" Zarzuela
- Reynaldo Jorge
- Eddie Montalvo
- Isidro Infante
- Ray Barretto
- Celia Cruz
- Eric Gale
- Larry Harlow
- Héctor Lavoe
- Pete "El Conde" Rodríguez
- Yomo Toro
- Cheo Feliciano
- Santos Colón
- Orestes Vilató
- Barry Rogers
- Carlos Santana
- Ray Maldonado
- Juancito Torres
- Rey Ramos
- Roberto Rodríguez
- Ismael Quintana
- Justo Bentancourt
- Sal Cuevas
- Leopoldo Pineda
- Luis "Perico" Ortiz
- Eddie Benitez
- Jose Mangual, Jr.
- Tommy Olivencia
- Mickey Cora
- Fausto Rey
- Eladio Jimenez
- La Lupe
- Mon Rivera
- Tito Valentin
- Mongo Santamaria
- Joe Bataan
- Louie Ramirez
- Gato Barbieri
- Markolino Dimond
- Frankie Dante
- Chivirico Davila
- Bobby Quesada
- Héctor Casanova
- Tito Allen
- Ralph Robles
- LeBrón Brothers
- Orlando Pabellón
- Junior Gonzales
- Roberto Blades

## 外部連結
- 官方网站
- 法尼亞唱片在Allmusic上的頁面
- 法尼亞唱片在SoundCloud上的页面